# Leo August Pochhammer
Leo August Pochhammer, född den 25 augusti 1841 i Stendal, Tyskland, död den 24 mars 1920 i Kiel, var en tysk/preussisk matematiker och har givit namn åt pochhammersymbolen.

## Biografi
Pochhammer växte upp i Berlin och studerade matematik och fysik vid Friedrich-Wilhelms-Universität 1859 till 1863. Han doktorerade 1863 under Ernst Kummer och habilitation följde 1872, varefter han var privatdocent i Berlin i två år. 1874 blev han extraordinarie professor vid Christian-Albrechts-Universität zu Kiel. När det matematiska seminariet vid detta universitet upprättades 1877, inrättades en andra ordinarie professorsstol för Pochhammer. Under 1893/1894 var han rektor för universitetet. Några månader efter sin pensionering 1919 avled Pochhammer. Han efterträddes som professor av Otto Toeplitz.